# Bora Milutinović
Velibor 'Bora' Milutinović (Servisch: Велибор 'Бора' Милутиновић) (Bajina Bašta, 7 september 1944) is een Servisch voormalig voetbaltrainer en voetballer. Hij is samen met Carlos Alberto Parreira de enige bondscoach die met vijf verschillende landen deelnam aan een wereldkampioenschap voetbal. Dat deed hij met Mexico (1986), Costa Rica (1990), de Verenigde Staten (1994), Nigeria (1998) en China (2002). Daarnaast is hij ook de eerste bondscoach die erin slaagde om met vier verschillende landen de eerste ronde van een wereldkampioenschap voetbal te overleven (met Mexico in 1986, met Costa Rica in 1990, met de Verenigde Staten in 1994 en met Nigeria in 1998).

## Spelerscarrière
Milutinović startte zijn spelerscarrière bij OFK Beograd, maar zijn grote doorbraak beleefde hij bij Partizan Belgrado. In 1966 begon hij aan zijn eerste buitenlands avontuur bij het Zwitserse FC Winterthur, alvorens in 1967 de overstap naar Frankrijk te maken. Daar speelde hij voor AS Monaco, OGC Nice en FC Rouen. Milutinović sloot zijn spelerscarrière in 1976 af bij het Mexicaanse Pumas UNAM.

## Trainerscarrière
Milutinović begon zijn trainerscarrière bij de club waar hij zijn spelerscarrière afsloot: Pumas UNAM. Met deze club won hij in 1980 de CONCACAF Champions League. In 1983 nam hij afscheid van de club en ging hij aan de slag als bondscoach van Mexico. Milutinović bereikte met gastland Mexico de kwartfinales van het WK 1986, waarin het in de kwartfinales door West-Duitsland werd uitgeschakeld na strafschoppen. Dit is nog steeds het beste resultaat ooit van Mexico op een wereldkampioenschap voetbal.
Na het wereldkampioenschap ging Milutinović aan de slag bij San Lorenzo. Hij stond slechts acht wedstrijden aan het roer van de Argentijnse club, maar bleef wel ongeslagen. Hij tekende vervolgens bij Udinese en keerde daarna nog terug naar Mexico om trainer te worden van CD Veracruz en Estudiantes Tecos, alvorens in 1990 Costa Rica onder zijn hoede te nemen voor het WK 1990. Costa Rica bereikte onder Milutinović de achtste finales, waarin het werd uitgeschakeld door Tsjecho-Slowakije.
In 1991 werd Milutinović bondscoach van de Verenigde Staten, de organisator van het WK 1994. Onder de leiding van Milutinović wonnen de Verenigde Staten de Gold Cup 1991, eindigden ze derde in de Confederations Cup 1992 en verloren ze de finale van de Gold Cup 1993 tegen Mexico. Op het wereldkampioenschap plaatste het gastland zich voor de achtste finales, maar in de achtste finales werd het uitgeschakeld door de latere wereldkampioen Brazilië.
Milutinović ging in 1995 opnieuw aan de slag als bondscoach, ditmaal bij Mexico. Het Midden-Amerikaanse land plaatste zich onder zijn leiding voor het WK 1998, maar in 1997 werd hij desondanks ontslagen. Milutinović nam echter toch deel aan het wereldkampioenschap, zij het met Nigeria. Met Nigeria werd hij groepswinnaar in een groep met Paraguay, Spanje en Bulgarije, maar in de achtste finales was Denemarken te sterk. Milutinović werd hierdoor wel de eerste bondscoach die met vier verschillende landen de groepsfases van een wereldkampioenschap wist te overleven.
Na het wereldkampioenschap werd Milutinović trainer van New York MetroStars, maar de club eindigde slechts op de zesde plaats. Hierdoor waren de MetroStars niet geplaatst voor de eindfase van de competitie, waarop Milutinović zijn ontslag kreeg. Zijn volgende werkgever werd China, waarmee hij zich plaatste voor het 2002. Hij werd hiermee de eerste bondscoach die zich met vijf verschillende landen wist te plaatsen voor een wereldkampioenschap voetbal, een record dat later geëvenaard zou worden door Carlos Alberto Parreira. Milutinović slaagde er met China echter niet in om voor de vijfde keer op rij de eerste ronde te overleven: in een groep met Brazilië, Turkije en Costa Rica werd pakte China nul op negen.
Milutinović ging vervolgens nog aan de slag als trainer van  Honduras, Al-Sadd, Jamaica en Irak. Met Irak nam hij in 2009 deel aan de Confederations Cup 2009, maar het land werd in de eerste ronde uitgeschakeld.

## Erelijst
Als speler
 Pumas UNAM
- Copa México: 1974/75
- Campeón de Campeones: 1975

Als trainer
 Pumas UNAM
- Copa México: 1980/81
- CONCACAF Champions' Cup: 1980/81
- Copa Interamericana: 1981

 Verenigde Staten
- CONCACAF Gold Cup: 1991

 Mexico
- CONCACAF Gold Cup: 1996

1 Rufai ·
2 Oparaku ·
3 Babayaro ·
4 Kanu ·
5 Okechukwu  ·
6 West ·
7 George ·
8 Adepoju ·
9 Yekini ·
10 Okocha ·
11 Lawal ·
12 W. Okpara ·
13 Babangida ·
14 Amokachi ·
15 Oliseh ·
16 Okafor ·
17 Eguavoen ·
18 Oruma ·
19 Iroha ·
20 Ikpeba ·
21 G. Okpara ·
22 Baruwa ·
Coach: Milutinović